# 3194 Dorsey
3194 Dorsey (1982 KD1) là một tiểu hành tinh vành đai chính được phát hiện ngày 27 tháng 5 năm 1982 bởi Shoemaker, C. và Shoemaker, E. ở Palomar.